# Дорис (град, Калифорния)
Дорис (на английски: Dorris) е град в окръг Сискию, щата Калифорния, САЩ. Дорис е с население от 907 жители (по приблизителна оценка от 2017 г.) и обща площ от 1,9 km². Намира се на 1294 m надморска височина. ЗИП кодовете му са 96023, а телефонният му код е 530.